# Pavetta oligantha
Pavetta oligantha är en måreväxtart som beskrevs av Theodoric Valeton. Pavetta oligantha ingår i släktet Pavetta och familjen måreväxter. Inga underarter finns listade i Catalogue of Life.